# Anička skřítek a Slaměný Hubert
Anička skřítek a Slaměný Hubert je československý animovaný televizní seriál z let 1981 a 1982, který byl vysílaný v rámci Večerníčku v roce 1983. Seriál byl natočen podle knižní předlohy spisovatele Vítězslava Nezvala. Scénář zpracovali Alena Munková (literární scénář) a Milan Klikar (technický scénář), zatímco seriál nakreslil a režíroval Milan Klikar. Hudbu složil František Belfín a pohádkový cyklus namluvila Hana Zagorová. Bylo natočeno 7 epizod.

## Další tvůrci
- Animace: Olga Šišková, Zdenka Skřípková, Miroslav Walter, Milan Klikar, Jaroslava Blagoevová, Jaroslava Zlesáková
- Výtvarná spolupráce: Miluše Hluchaničová, Bohumil Šiška
- Výtvarník: Milan Klikar

## Seznam dílů
1. Jak se Hubert a Anička seznámili
2. Anička a Hubert se seznámí s Mouřeníny
3. Anička a Hubert v zemi Mouřenínů
4. Anička a Hubert ve vodní říši
5. Anička a Hubert v ZOO
6. Anička a Hubert v cirkuse
7. Jak Anička a Hubert našli slaměný klobouk